# Elcanà (profeta)
Elcanà (en hebreu, אֱלְקָנָה Elqanah "Déu ha previst") va ser, segons els Llibres de Samuel, el marit d'Anna i pare dels seus fills incloent-hi el primer, el profeta Samuel. Elcanà practicava la poligàmia, i la seva altra dona, a la que no afavoria tant però l'hi havia donat més fills, es deia Penina. Els noms dels altres fills d'Elcanà no es mencionen a la Bíblia. Elcanà té un paper menor dins del relat bíblic, i més aviat acompanya a altres personatges, com ara Elí, Anna o Samuel.
Segons els Llibres de Samuel, Elcanà era de la tribu d'Efraïm, però el Llibre de les Cròniques diu que pertanya a la tribu de Leví.